# Список главных тренеров, выигравших Кубок конфедераций

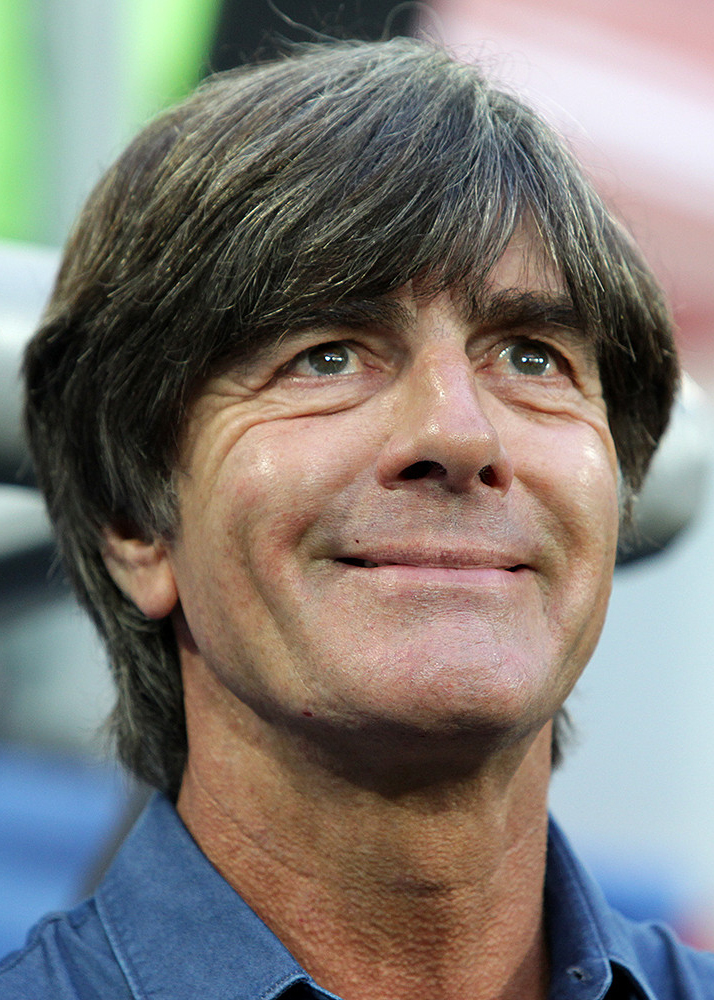
Йоахим Лёв — последний и действующий обладатель Кубка конфедераций

Ниже представлен список главных тренеров сборных, которые выиграли Кубок короля Фахда и Кубок конфедераций.
Кубок конфедераций (англ. FIFA Confederations Cup, до 1997 года — Кубок короля Фахда, араб. كأس الملك فهد‎) — упразднённый футбольный турнир, проводившийся с 1992 по 2017 год. Первые два розыгрыша (в 1992 и 1995 годах) проводились как неофициальные турниры, но в 1997 году ФИФА признала турнир официальным и переименовала его в Кубок конфедераций. В кубке принимали участие победители каждого из шести континентальных чемпионатов (Европы, Южной Америки, Северной и Центральной Америки, Африки, Азии, стран Океании), проводимых соответствующими конфедерациями (УЕФА, КОНМЕБОЛ, КОНКАКАФ, КАФ, АФК, ОФК), победитель чемпионата мира и команда страны, в которой проводилось соревнование. Когда чемпион мира являлся также победителем континентального чемпионата, для участия в турнире приглашался финалист континентального чемпионата. Таким образом, в кубке принимали участие восемь команд.
Первые три розыгрыша принимала Саудовская Аравия, но впоследствии (начиная с 2001 года) хозяйкой турнира становилась страна, которая будет принимать ближайший чемпионат мира. С 2001 по 2005 год чемпионат проводился каждые два года, но после 2005 было принято решение проводить чемпионат каждые 4 года, за год до чемпионата мира. Всего было проведено 10 розыгрышей, включая и первые два неофициальных, победителями которых становились шесть сборных: Аргентины (1 победа), Дании (1 победа), Бразилии (4 победы — рекорд), Мексики (1 победа), Франции (2 победы) и Германии (1 победа — действующий обладатель кубка).

## Тренеры-победители Кубка короля Фахда (1992—1997)
| Турнир | Фото | Тренер-победитель     | Гражданство | Сборная   | Годы пребывания на тренерском посту | Годы жизни | Примечания |
| ------ | ---- | --------------------- | ----------- | --------- | ----------------------------------- | ---------- | ---------- |
| 1992   |      | Альфио Басиле         | Аргентина   | Аргентина | 1991—1994                           | род. 1943  | [ 3 ]      |
| 1995   |      | Рихард Мёллер-Нильсен | Дания       | Дания     | 1990—1996                           | 1937—2014  | [ 1 ]      |

## Тренеры-победители Кубка конфедераций (1997—2017)
| Турнир | Фото | Тренер-победитель       | Гражданство | Сборная  | Годы пребывания на тренерском посту | Годы жизни | Примечания    |
| ------ | ---- | ----------------------- | ----------- | -------- | ----------------------------------- | ---------- | ------------- |
| 1997   |      | Марио Загалло           | Бразилия    | Бразилия | 1994—1998                           | 1931–2024  | [ 4 ]         |
| 1999   |      | Мануэль Лапуэнте        | Мексика     | Мексика  | 1997 — 2000                         | род. 1944  | [ 5 ]         |
| 2001   |      | Роже Лемерр             | Франция     | Франция  | 1998—2002                           | род. 1941  | [ 6 ] [ 7 ]   |
| 2003   |      | Жак Сантини             | Франция     | Франция  | 2002 — 2004                         | род. 1952  | [ 1 ]         |
| 2005   |      | Карлос Алберто Паррейра | Бразилия    | Бразилия | 2003 — 2006                         | род. 1943  | [ 8 ]         |
| 2009   |      | Карлос Дунга            | Бразилия    | Бразилия | 2006 — 2010                         | род. 1963  | [ 9 ] [ 10 ]  |
| 2013   |      | Луис Фелипе Сколари     | Бразилия    | Бразилия | 2012 — 2014                         | род. 1948  | [ 11 ] [ 12 ] |
| 2017   |      | Йоахим Лёв              | Германия    | Германия | 2006 — 2021                         | род. 1960  | [ 13 ] [ 14 ] |

## Тренеры-победители по странам
| Страна    | Количество тренеров | Количество побед |
| --------- | ------------------- | ---------------- |
| Бразилия  | 4                   | 4                |
| Франция   | 2                   | 2                |
| Аргентина | 1                   | 1                |
| Дания     | 1                   | 1                |
| Мексика   | 1                   | 1                |
| Германия  | 1                   | 1                |